# Hollywoodský chodník slávy

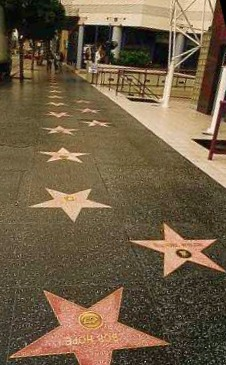
Pohled na chodník slávy

Hollywoodský chodník slávy je chodník na Hollywood Boulevard a Vine Street v Los Angeles v USA, které zdobí k roku 2021 více než 2600 pěticípých hvězd se jmény a příjmeními známých osobností filmu, hudby a televize. Hvězdu zde nemusí mít pouze žijící osoby, ale i fiktivní postavy. První hvězdu zde položili 8. února 1960 pro herečku Joanne Woodwardovou.
Chodník spravuje společnost Hollywood Historic Trust. Podmínkami, které jsou potřeba k získání hvězdy, jsou souhlas k uspořádání ceremoniálu a zaplacení 55 000 dolarů k tomuto ceremoniálu.

## Charakteristika
Chodník slávy je uzavřený, přibližně 5,6 km dlouhý. Umístění hvězd je trvalé s výjimkou oprav a technických přestaveb chodníku. Každá hvězda je vyrobena z růžového broušeného betonu, orámovaná bronzem a vložená do černého čtverce. Ve hvězdě je z bronzu vyroben nápis se jménem honorované osobnosti. Pod jménem je kruhový bronzový emblém znázorňující kategorii, ve které osobnost svoji hvězdu získala. Chodník slávy (stejně tak jako známý nápis Hollywood) se občas objevuje i v některých amerických filmech odehrávajících se přímo v Hollywoodu, mezi nejznámější z nich patří romantický film Pretty Woman z roku 1990.
| Použitý emblém                  | Umělecká kategorie                          |
| ------------------------------- | ------------------------------------------- |
| Filmová kamera                  | zásluhy o filmový průmysl                   |
| Televizor                       | zásluhy o televizní zábavu                  |
| Gramofonová deska               | zásluhy o zvukovou reprodukci či hudbu      |
| Rozhlasový mikrofon             | zásluhy o rozhlasové vysílání               |
| Dvě masky – smějící se a smutná | zásluhy o divadlo/živá vystoupení (od 1984) |
| Sportovní pohár                 | zásluhy o sportovní zábavu (od 2023)        |